# ثعلب قطبي
الثعلب القطبي أو الثعلب الأبيض (Vulpes lagopus)، هو ثعلبٌ صغير موطنه القطب الشمالي ويمتلك قوة سمع حادة، كما يستطيع الحفر كالكلاب ويستطيع القفز كقط السرفال. يكون فروه أبيضًا في فصل الشتاء مما يساعده على التمويه، ويصبح بنيًّا في فصل الصيف. يتغذي عادةً على اللاموس (حيوان من القوارض).